# Gęsie Góry

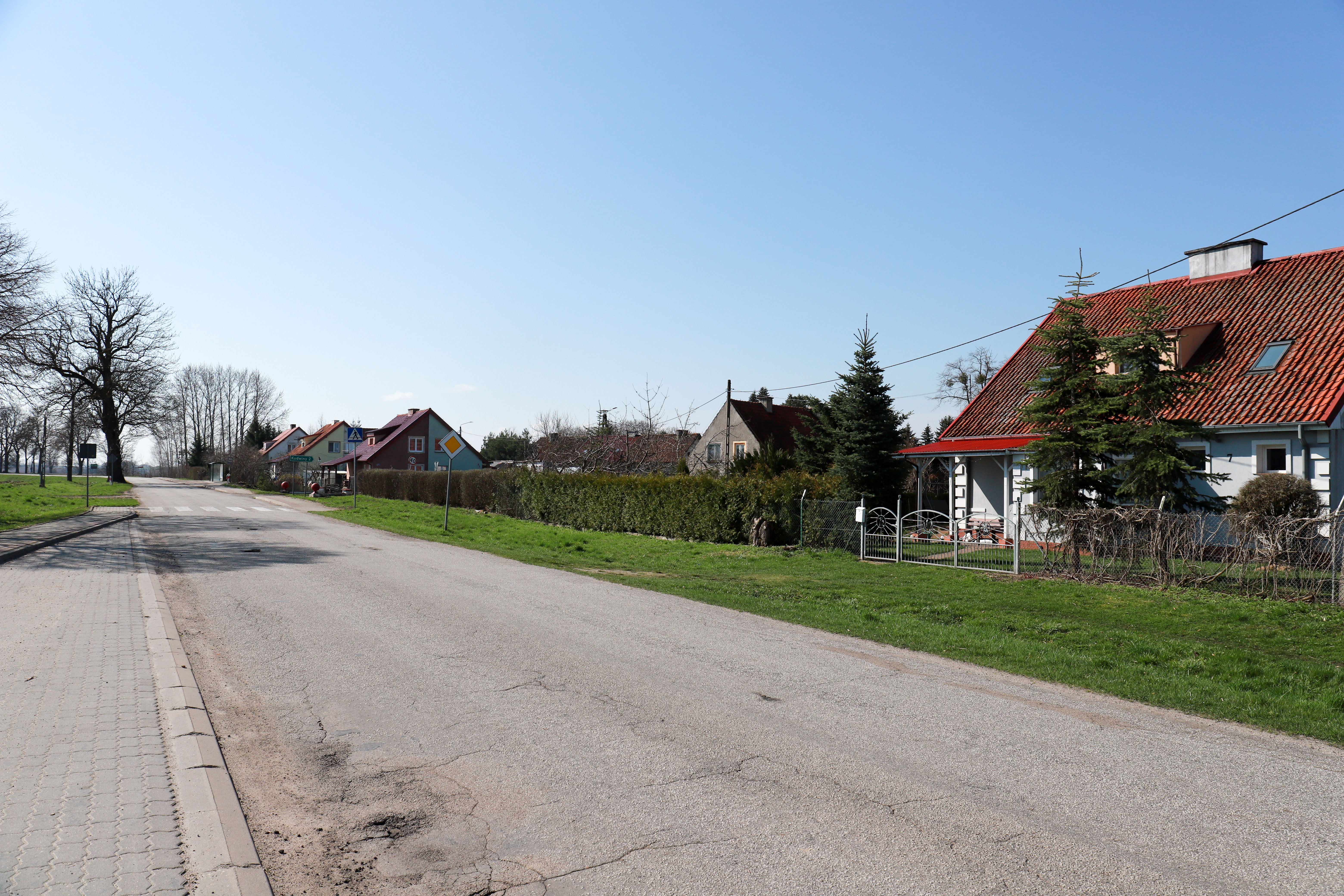
Gęsie Góry im Jahr 2023

Gęsie Góry (deutsch Sansgarben) ist ein kleiner Ort in der polnischen Woiwodschaft Ermland-Masuren. Er gehört zur Gmina Barciany (Landgemeinde Barten) im Powiat Kętrzyński (Kreis Rastenburg).

## Geographische Lage
Gęsie Góry liegt in der nördlichen Mitte der Woiwodschaft Ermland-Masuren. Die Kreisstadt Kętrzyn (deutsch Rastenburg) ist 19 Kilometer in südlicher Richtung entfernt.

## Geschichte
Der vor 1871 Adlig Sansgarben genannte kleine Gutsort wurde 1785 ein „adlig Vorwerk mit 8 Feuerstellen“ genannt. Am 30. April 1874 wurde ein Amtsbezirk namens Sansgarben neu errichtet, der zum ostpreußischen Kreis Rastenburg im Regierungsbezirk Königsberg der preußischen Provinz Ostpreußen gehörte. Er bestand lediglich aus dem Gutsbezirk Kudwinnen (polnisch Kudwiny), dem jedoch das Vorwerk Sansgarben zugeordnet war. Erst vor 1892 wurde aus dem Kudwinner Vorwerk Sansgarben der Gutsbezirk Sansgarben gebildet.
Am 30. September 1928 schlossen sich die beiden Gutsbezirke Kudwinnen (mit dem Vorwerk Wargitten, polnisch Wargity) und Sansgarben zur neuen Landgemeinde Sansgarben zusammen.
Sansgarben kam 1945 in Kriegsfolge mit dem gesamten südlichen Ostpreußen zu Polen und erhielt die polnische Namensform „Gęsie Góry“. Als Osada (deutsch Siedlung) ist der Ort heute eine kleine Ortschaft im Verbund der Landgemeinde Barciany (Barten) im Powiat Kętrzyński, bis 1998 der Woiwodschaft Olsztyn, seither der Woiwodschaft Ermland-Masuren zugeordnet.

### Einwohnerzahlen
| Jahr | Anzahl |
| ---- | ------ |
| 1820 | 102    |
| 1885 | 133    |
| 1905 | 142    |
| 1910 | 123    |
| 1933 | 225    |
| 1939 | 220    |

### Amtsbezirk Sansgarben (1874–1945)
Der Amtsbezirk Sansgarben bestand bei seiner Errichtung lediglich aus einem Dorf, am Ende waren es zwei:
| Deutscher Ortsname         | Polnischer Ortsname | Bemerkungen                                                     |
| -------------------------- | ------------------- | --------------------------------------------------------------- |
| Kudwinnen                  | Kudwiny             | Ab 1928 zu Sansgarben gehörig                                   |
| vor 1892: Sansgarben       | Gęsie Góry          | Vorher nach Kudwinnen zugehörig                                 |
| ab 23. Mai 1929: Modgarben | Modgarby            | Bis 1929 den Amtsbezirken Dönhofstädt bzw. Sillginnen zugehörig |

## Kirche

### Evangelisch
Bis 1945 gehörte Sansgarben zur evangelischen Kirche Barten in der Kirchenprovinz Ostpreußen der Kirche der Altpreußischen Union. Heute ist Gęsie Góry der Kirchengemeinde Barciany zugeordnet, einer Filialgemeinde der Johanneskirche Kętrzyn in der Diözese Masuren der Evangelisch-Augsburgischen Kirche in Polen.

### Katholisch
Vor 1945 war Sansgarben der katholischen Kirche Rastenburg im damaligen Bistum Ermland zugehörig.  Heute gehört Gęsie Góry zur Pfarrei Barciany im jetzigen Erzbistum Ermland.

## Verkehr

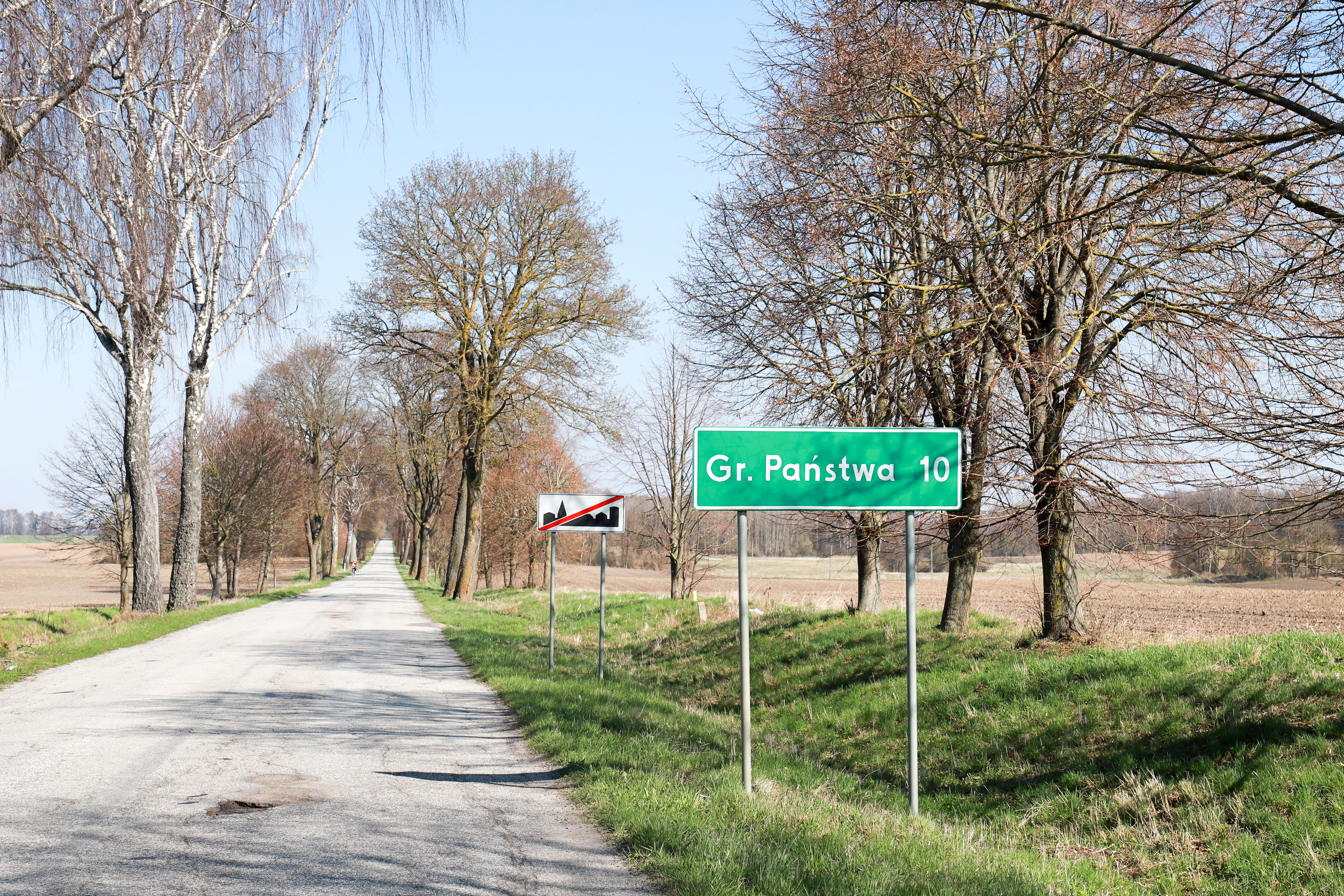
Ortsausgang Richtung polnischer Staatsgrenze

Gęsie Góry liegt an der Woiwodschaftsstraße 591 (einstige deutsche Reichsstraße 141), die die nördliche Woiwodschaft Ermland-Masuren in Nord-Süd-Richtung durchquert und die polnisch-russische Staatsgrenze zur Oblast Kaliningrad bei Michałkowo (Langmichels) mit Barciany (Barten) und den beiden Kreisstädten Kętrzyn (Rastenburg) und Mrągowo (Sensburg) verbindet. Außerdem enden zwei Nebenstraßen von den Nachbarorten Skandawa (Skandau) bzw. Modgarby (Modgarben) und Kudwiny (Kudwinnen) in Gęsie Góry.
Eine Anbindung an den Bahnverkehr existiert nicht.